# Оксиды хлора
Оксиды хлора — неорганические химические соединения хлора и кислорода, общей формулой: ClхOу.

Хлор образует следующие оксиды: Cl2O, Cl2O2 (ClClO2), Cl2O3 (ClOClO2), ClO2 (радикал), Cl2O4 (ClOClO3), Cl2O6 (O2ClOClO3), Cl2O7. Кроме того известны неустойчивые соединения: пероксид хлора(I) ClOOCl, ClOClO, короткоживущий радикал ClO, радикал хлорпероксил ClOO и радикал триоксид хлора ClO3.

 Ниже в таблице представлены свойства устойчивых оксидов хлора:
| Свойство                               | Cl2O                 | ClO2              | ClOClO3                                   | Cl2O6                  | Cl2O7               |
| Свойство                               | Оксид хлора(I)       | Диоксид хлора     | Перхлорат хлора                           | Оксид хлора(VI)        | Оксид хлора(VII)    |
| -------------------------------------- | -------------------- | ----------------- | ----------------------------------------- | ---------------------- | ------------------- |
| Цвет и состояние при комн. температуре | Жёлто-коричневый газ | Жёлто-зелёный газ | Светло-жёлтая или бледно-зелёная жидкость | Тёмно-красная жидкость | Бесцветная жидкость |
| Степень окисления хлора                | (+1)                 | (+4)              | (+1), (+7)                                | (+5), (+7)             | (+7)                |
| Тпл, °C                                | −120,6               | −59               | −117                                      | 3,5                    | −91,5               |
| Ткип, °C                               | 2,0                  | 11                | 44,5                                      | 203                    | 81                  |
| Плотность (ж, 0°C), г·см−3             | —                    | 1,64              | 1,806                                     | —                      | 2,02                |
| ΔH°обр (газ, 298 К), кДж·моль−1        | 80,3                 | 102,6             | ~180                                      | (155)                  | 272                 |
| ΔG°обр (газ, 298 К), кДж·моль−1        | 97,9                 | 120,6             | —                                         | —                      | —                   |
| S°обр (газ, 298 К), Дж·K−1·моль−1      | 265,9                | 256,7             | 327,2                                     | —                      | —                   |
| Дипольный момент, Д                    | 0,78 ± 0,08          | 1,78 ± 0,01       | —                                         | —                      | 0,72 ± 0,02         |